# Scarabaeus proboscideus
Scarabaeus proboscideus är en skalbaggsart som beskrevs av Guérin-Méneville 1844. Scarabaeus proboscideus ingår i släktet Scarabaeus och familjen bladhorningar. Inga underarter finns listade i Catalogue of Life.